# Wes Brown (attore)
James Wesley Brown, detto Wes (Fort Worth, 26 gennaio 1982), è un attore statunitense.

## Biografia
Nato a Fort Worth, Texas, e cresciuto a Baton Rouge, Louisiana, dove ha studiato presso la Louisiana State University. Inizia la sua carriera nel 2005 partecipando alla miniserie TV in sei puntate Beach Girls, l'anno seguente prende parte a due film dalla tematiche sportive, We Are Marshall e Glory Road - Vincere cambia tutto.
Dopo altri lavori televisivi, tra cui la partecipazione ad un episodio di CSI: Miami, nel 2009 prende parte a buona parte della seconda stagione della serie TV True Blood, dove interpreta il ruolo di Luke McDonald.

## Filmografia parziale

### Cinema
- We Are Marshall, regia di McG (2006)
- Glory Road - Vincere cambia tutto (Glory Road), regia di James Gartner (2006)
- Weather Wars (Storm War), regia di Todor Chapkanov (2011)
- Wyatt Earp - La leggenda (Wyatt Earp's Revenge), regia di Michael Feifer (2012)
- June in January, regia di Mark Griffiths (2014)
- Amore sotto le stelle (Love Under the Stars), regia di Terry Ingram (2015)
- Il richiamo della foresta (The Call of the Wild), regia di Chris Sanders (2020)

### Televisione
- Beach Girls – miniserie TV, 6 episodi (2005)
- CSI: Miami – serie TV, 1 episodio (2007)
- True Blood – serie TV, 7 episodi (2009)
- Criminal Minds – serie TV, 1 episodio (2009)
- Trauma – serie TV, 3 episodi (2009-2010)
- NCIS - Unità anticrimine (NCIS) – serie TV, episodio 8x11 (2011)
- Quando l'amore ha inizio (Love Begins) – film TV, regia di David S. Cass Sr. (2011)
- Quando l'amore diventa coraggio (Love's Everlasting Courage) – film TV, regia di Bradford May (2011)
- Private Practice – serie TV, 3 episodi (2011)
- Hart of Dixie – serie TV, 4 episodi (2011-2012)
- Scandal – serie TV, 1 episodio (2012)
- Desperate Housewives – serie TV, 1 episodio (2012)
- 90210 – serie TV, 5 episodi (2012)
- Deception – serie TV, 11 episodi (2013)
- Giugno in gennaio (June in January), regia di Mark Griffiths – film TV (2014)
- C'era una volta (Once Upon a Time) – serie TV, 1 episodio (2016)
- Twin Peaks – serie TV, 1 episodio (2017)
- Il nemico della porta accanto (Nanny Seduction), regia di Emily Moss Wilson - film TV (2017)
- Il natale di Julia (Check Inn to Christmas), regia di Sam Irvin - film TV (2020)
- Natale a Biltmore (A Biltmore Christmas), regia di John Putch - film TV (2023)

## Doppiatori italiani
Nelle versioni in italiano delle opere in cui ha recitato, Wes Brown è stato doppiato da:
- Marco Vivio in Desperate Housewives - I segreti di Wisteria Lane
- Christian Iansante in Weather Wars - La terra sotto assedio
- Riccardo Scarafoni in La campanella dei desideri
- Alessandro Budroni in NCIS - Unità anticrimine
- Andrea Moretti in Il richiamo della foresta
- Roberto Certomà in NCIS: New Orleans
- Stefano Crescentini in Private Practice
- Sacha Pilara in Amore sotto le stelle
- Federico Di Pofi in Il natale di Julia
- Fabrizio Vidale in Criminal Minds
- Dimitri Winter in C'era una volta
- Maurizio Merluzzo in Scandal
- Davide Perino in CSI: Miami
- Stefano Miceli in 9-1-1